# Urjanhaji
Urjanhaji (tradicionalno mongolsko ᠤᠷᠢᠶᠠᠩᠬᠠᠢ, mongolska cirilica урианхай, jakutsko урааҥхай, tradicionalno kitajsko 烏梁海, poenostavljeno kitajsko 乌梁海, pinjin Wūliánghǎi), Urjanhani (ᠤᠷ ᠢᠶᠠᠩᠬᠠᠨ) ali Urjanhati (ᠤᠷ ᠢᠶᠠᠩᠬᠠᠳ, uriankhad) so imena, ki so jih Mongoli uporabljali za skupino gozdnih ljudstev severno od njih, vključno s turško govorečimi Tuvi in Jakuti, včasih pa tudi za mongolsko govoreče Altajske Urjanharje. Med Urjanhaje so spadali tudi zahodno gozdno pleme Urjanhaj in transbajkalsko pleme Urjanhaj, pri čemer se prvi v kitajskih virih  štejejo za Kitajce (kitajsko 兀良哈, pinjin Wùliánghā). Iz njihovega imena je izpeljan korejski izraz 오랑캐, ki pomeni "barbar". 

## Zgodovina
Ime "Urjanhaj" je sestavljeno iz dveh besed: "urja" (moto, vojni moto) in "kan" (v mongolščini "gospodar"). Mongoli so to ime uporabljali za vsa gozdna ljudstva in kasneje za Tuve. Šteli so jih za Darligin Mongole. 
Na začetku Mongolskega imperija (1206-1368) so Urjanhaji živeli v osrednji Mongoliji. 
V 13. stoletju  v obdobju dinastije Juan jih je Rašid-al-Din Hamadani opisal kot izjemno izolirane sibirske gozdne prebivalce, živeče v šotorih iz brezovega lubja in lovce na smučeh. Kljub podobnosti njihovega  imena z imenom slavnega mongolskega klana Urijankan Rašid trdi, da z njim niso  bili povezani. V času dinastije Ming so bili med Kitajci kot "gozdni ljudje" znani Džurčeni. 
Sredi 14. stoletja so živeli v Ljaojangu na severovzhodu Kitajske. Leta 1375 je Nagaču, urjanhajski predstavnik dinastije Severni Juan  v Ljaojangu, vdrl na polotok Liaodong, da bi tam obnovil mongolsko oblast, in s tem povzročil strah v dinastiji Ming. Pohod Minga v Mandžurijo se je končal z Nagačujevim porazom in vdajo leta 1388.
Po uporu severnih Urjanhajev jih je leta 1538 podjarmil Dajan Kan in jih večino priključil severnim Halhom. Batmunh Dajan Kan je razpustil Urjanhajski tumen. 
Druga skupina Urjanhajev,  Urjanhaji iz gorovja Henti, je živela v osrednji Mongoliji in se začela v začetku 16. stoletja seliti v gorovje Altaj. Nekaj skupin Urjanhajev  iz Hentija se je med vladanjem dinastije Severni Juan (1368-1635)  preselilo v provinco Huvsgel.
Do zgodnjega 17. stoletja je izraz Urjanhaj postal splošno mongolsko ime za vse razpršene prebivalce na severozahodu, ne glede na to, ali so bili samojedskega, turškega ali mongolskega porekla. Leta 1757 je dinastija Čing na svoji skrajno severni meni organizirala vrsto urjanhajskih praporov: Hovsgol Nuur Urjanhaj, Tannu Urjanhaj, Kemčik, Salčak in Todžu (vsi Tuvi) in Altaj. Tuve v Mongoliji Mongoli imenujejo Mončoogo Urjanhaj. Skupino Urjanhajev v provincah Bayan-Ölgii in Khovd imenujejo  Altaj Urjanhaj. Slednji so bili očitno povezani z Ojrati. Tretja skupina mongolskih Urjanhajev je tvorila enega od šestih tumenov Dajan Kana v vzhodni Mongoliji. Zadnji dve skupini Urjanhajev naj bi tvorili potomci plemena Urjankan, iz katerega sta izšla Jelme in njegov bolj znani bratranec Subedej. Med altajskimi in hovsgolskimi Urjanhaji ni bilo turških ali samojedskih klanov. 
Različica imena, Uranšaj Saha, je bilo staro ime za Jakute.
Rus Pavel Nebolsin je v 50. letih 19. stoletja dokumentiral klan Uranhu povolških Kalmikov. Obstoj Urjanhajev so dokumentirali tudi korejski viri, ki so jih imenovali Orangkae (오랑캐, "divjaki"), zlasti v kontekstu njihovih napadov na kitajski svet v 14. in 15. stoletju.
Nekaj Urjanhajev še vedno živi v gorah Henti. 
Plemena Taoven, Huligaj in Vodoljanski Džurčeni so med dinastijo Juan živela na območju Hejlongdžjanga v Jikanu v provinci Ljaojang in so imeli svoje okrožje. Ta plemena so v dinastiji Ming postala znana kot Džjandžovski Džurčeni. Taoveni in Vodoljani so bili večinoma pravi Džurčeni.